# Maboane
Maboane est une ville du Botswana.